# Ricikî, Zaricine
Ricikî (în ucraineană Річки) este un sat în comuna Perekallea din raionul Zaricine, regiunea Rivne, Ucraina.

## Demografie
Componența lingvistică a localității Ricikî
     Ucraineană (100%)
Conform recensământului din 2001, toată populația localității Ricikî era vorbitoare de ucraineană (100%).